# زیردریایی کلاس-سی (ایالات متحده آمریکا)
زیردریایی کلاس-سی (ایالات متحده آمریکا) (به انگلیسی: United States C-class submarine) یک کلاس از زیردریایی است که طول آن ۱۰۵ فوت ۴ اینچ (۳۲٫۱۱ متر) می‌باشد.